# Njandoma
Njandoma (russisch Ня́ндома) ist eine Stadt in Nordwestrussland. Sie gehört zur Oblast Archangelsk und hat 22.356 Einwohner (Stand 14. Oktober 2010). Die Stadt wurde nach dem gleichnamigen Fluss benannt. Das Wort Njandoma stammt aus den finno-ugrischen Sprachen und bedeutet „reiche Erde“.

## Geografie
Die Stadt liegt etwa 342 km südlich der Oblasthauptstadt Archangelsk. Die nächstgrößere Stadt ist das etwa 70 km entfernte Kargopol.
Njandoma ist Verwaltungszentrum des gleichnamigen etwa 8100 km² großen Njandomski rajon.

## Geschichte
Die Geschichte der Stadt begann 1894 mit dem Bau der Eisenbahnstrecke Wologda – Archangelsk.
Im Herbst 1895 wurde der Grundstein für den Bahnhof gelegt und es entstanden die zwei Siedlungen Njandoma und Schenkurski. 1898 wurde die Bahnstrecke eröffnet. Dieses Jahr gilt heute offiziell als Gründungsdatum Njandomas.
1905 besaß Njandoma bereits 28 Häuser, in denen neben etwa 1000 ständigen noch etwa 300 vorübergehende Arbeiter wohnten. Am 8. Dezember 1905 kam es im Rahmen der Unruhen während der Russischen Revolution auch im Gebiet um Njandoma zu einem Arbeiterstreik. Nach achttägigem Streik, während dessen der komplette Eisenbahnverkehr zwischen Woschega und Jemza stillgelegt war, wurde der Streik niedergeschlagen und das Streikkomitee verhaftet. Im Jahr 1909 wurde die Siedlung an das Telefonnetz angeschlossen. 1910 besaß Njandoma mehr als 100 Gebäude, einschließlich etwa 50 Wohnhäusern. Ein Großteil dieser Gebäude fiel im selben Jahr einem Großbrand zum Opfer und mussten neu aufgebaut werden. Die Siedlung Njandoma bestand im Jahr 1913 neben dem Bahnhof aus zwei Wohnhausreihen und einer Kirche. Die nahegelegenen Schenkurski Siedlung war Haupthandelspunkt. Des Weiteren befand sich in ihr die Post. Zwischen 1915 und 1916 wurde die gesamte Schmalspurbahnstrecke Wologda – Archangelsk auf breitere Spuren umgestellt. Durch diese Maßnahme nahm die Bevölkerung Njandomas weiter zu und es entstanden in Kürze weitere Wohnhausreihen. Während des Russischen Bürgerkrieges, wurden in Njandoma Eisenbahnen mit Panzerungen ausgestattet und an die Front geschickt.
1923 wurde Njandoma mit der Siedlung Schenkurski vereinigt, in der vorwiegend Bauern, Händler und Handwerker wohnten. Die vereinigte Siedlung behielt den Namen Njandoma. 1926 eröffnete in Njandoma der Eisenbahnklub. Das Gebäude des Klubs wurde von den Bewohnern Njandomas sowie mit Mitteln der Eisenbahner finanziert und zählte in dieser Zeit zu den architektonisch opulentesten Bauwerken der Siedlung. Es diente als Veranstaltungsort unter anderem für Theateraufführungen und Orchestermusik. Im März 1928 wurde die Kuppel der 1894 errichteten Kirche Sossimi und Sawwatija abgetragen und in dem Gebäude ein Pionierhaus errichtet.
Im August 1929 wurde Njandoma Zentrum des Njandomski rajon im Nördlichen Krai und schließlich am 14. September 1929 zur Arbeitersiedlung ernannt. 1937 wurde es Teil der Oblast Archangelsk. Am 19. September 1939 erhielt die Siedlung das Stadtrecht.

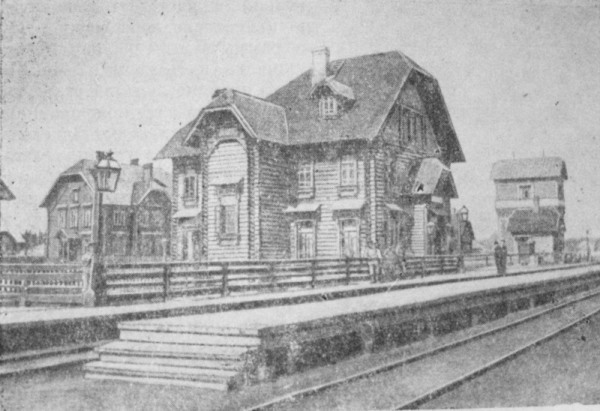
Bahnhof Njandoma, 1913
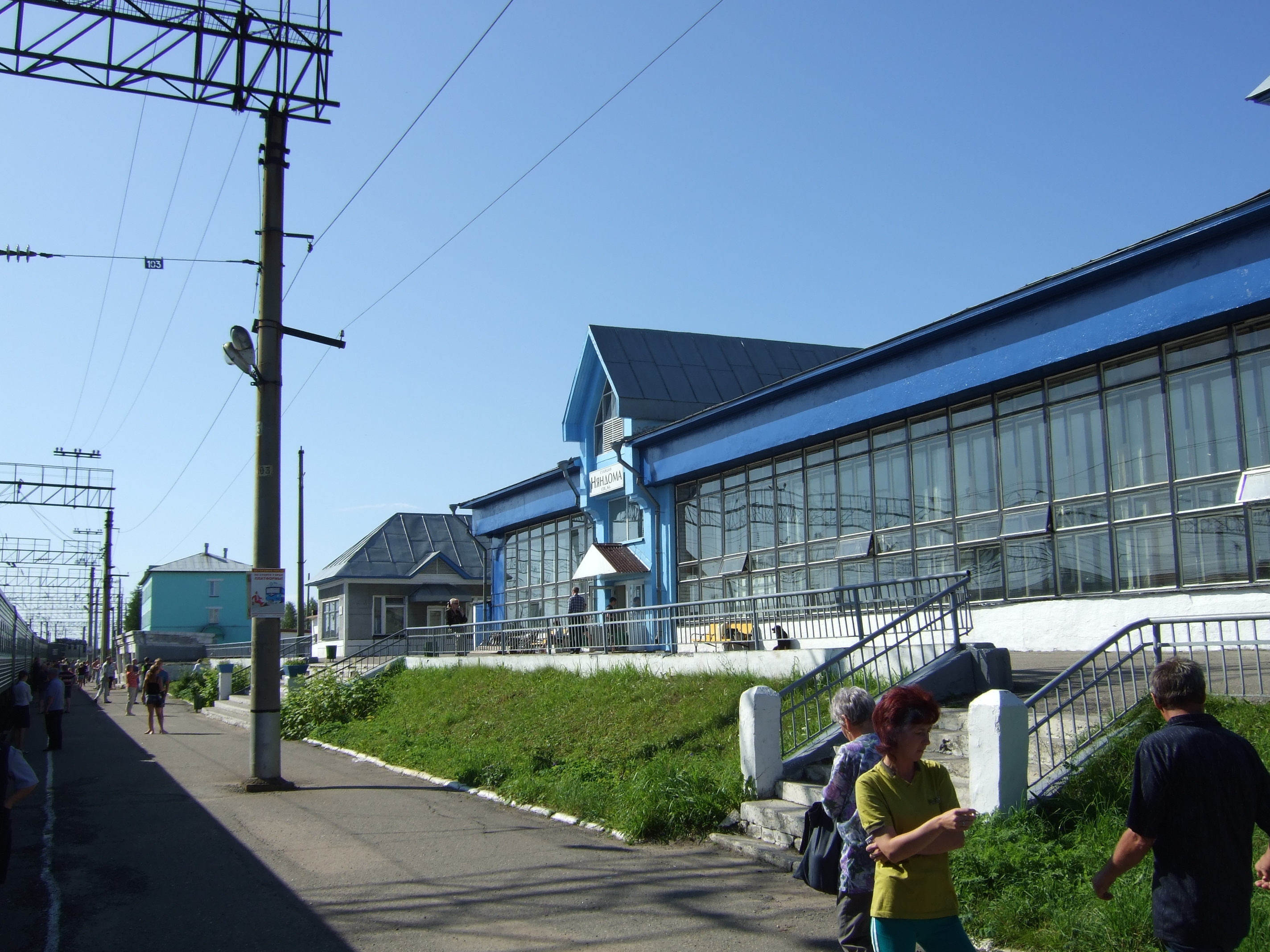
Bahnhof von Njandoma
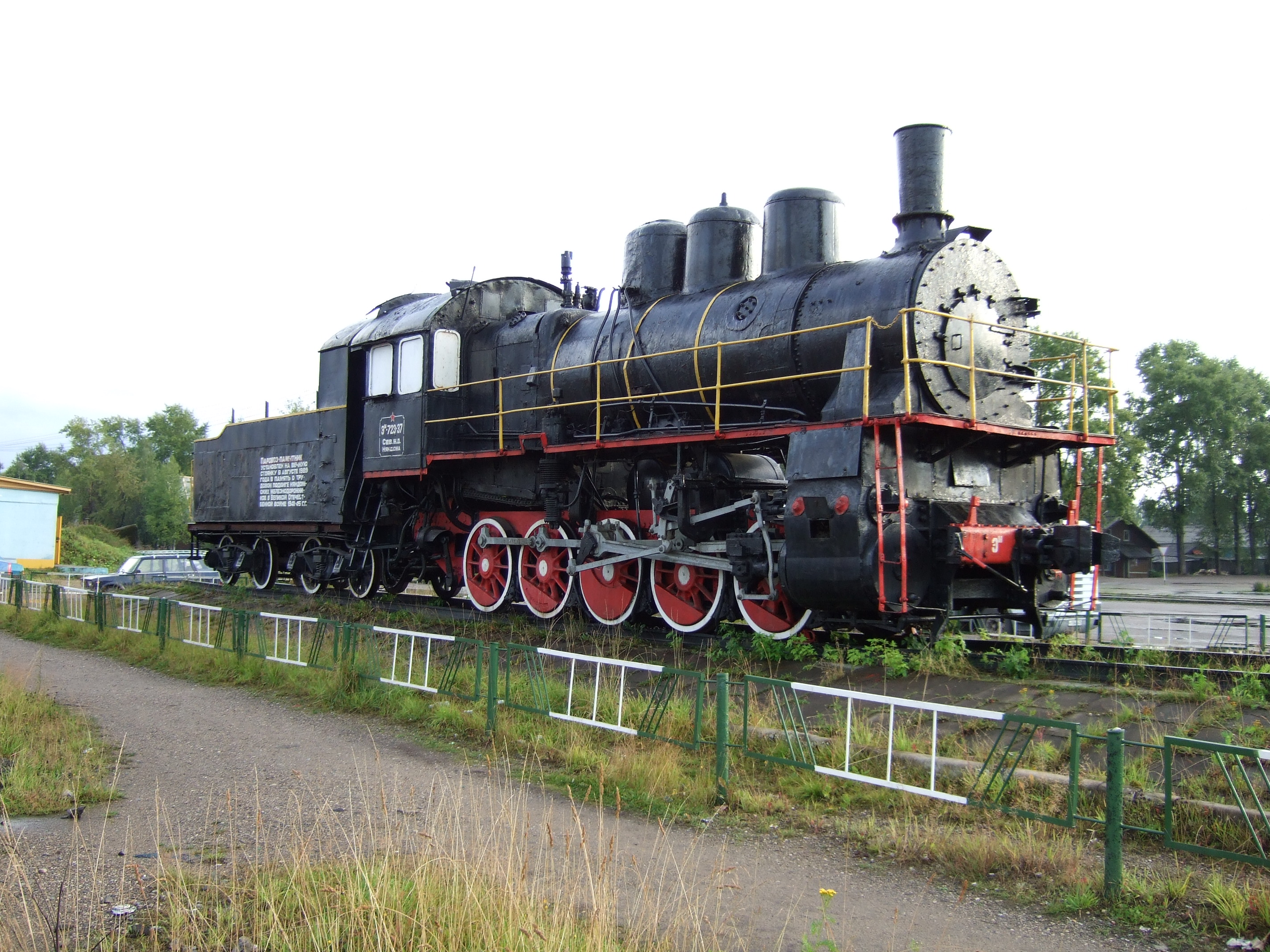
Dampflokomotive am Bahnhof von Njandoma

### Einwohnerentwicklung
Die folgende Übersicht zeigt die Entwicklung der Einwohnerzahlen von Njandoma.
| Jahr | Einwohner |
| ---- | --------- |
| 1939 | 14.906    |
| 1959 | 21.668    |
| 1970 | 23.366    |
| 1979 | 22.045    |
| 1989 | 24.826    |
| 2002 | 22.619    |
| 2010 | 22.356    |

Anmerkung: Volkszählungsdaten 

## Wirtschaft und Infrastruktur
Die Wirtschaft Njandomas stützt sich vorwiegend auf den Eisenbahntransport, der weiterhin die wichtigste Rolle spielt. Des Weiteren verfügt die Stadt über ein Fleischkombinat, eine Geflügelgroßfarm, Holz- und Baustoffindustrie. Njandoma besitzt zwei Krankenhäuser, ein Kino, ein Kulturhaus sowie mehrere Bibliotheken.

## Söhne und Töchter der Stadt
- Anatoli Butschatschenko (* 1935), Chemiker